# Rallicola cuspidatus
Espèce
Synonymes
- Rallicola (Rallicola) cuspidatus (Scopoli, 1763)[1]

Rallicola cuspidatus est une espèce de poux de la famille des Menoponidae. On le trouve notamment sur certaines espèces d'oiseaux comme celles de la famille des Rallidae.